# Коган, Александр Борисович
Александр Борисович Коган (род. 26 февраля 1969, Орск, Оренбургская область) — российский политический и государственный деятель, советник губернатора Московской области в ранге министра, министр экологии и природопользования Московской области с 2015 по 2018 год, депутат Государственной Думы IV и V созывов, 2003—2011 гг., депутат Государственной Думы VIII созыва с 2021-по н.в.. Член фракции «Единая Россия». Кандидат экономических наук.
Из-за вторжения России на Украину, находится под международными санкциями Евросоюза, США, Великобритании и ряда других стран

## Биография
Александр Борисович Коган родился 26 февраля 1969 года в Орске, СССР.
После окончания школы обучался в профессиональном училище № 46 города Оренбурга по специальности «монтажник радиоэлектронной аппаратуры и приборов». В 1987—1989 годы проходил службу в ВС СССР.
Окончил Оренбургский государственный университет (факультет «Промышленная электроника»), и Российскую академию государственной службы при Президенте РФ по специальности «Государственное и муниципальное управление».
В 1992 году стал одним из основателей компании «КомИнКом» в Оренбурге, генеральным директором и председателем правления которой он являлся с 1994 по 2003 год. Компания занималась дистрибуцией бытовой техники, трейдингом, а также предоставляла услуги в сфере безопасности.
С 1998 по 2006 год — депутат Законодательного собрания Оренбургской области II и III созывов. Одновременно с 2000 по 2003 год — депутат Оренбургского городского Совета.
В 2005 году защитил диссертацию по теме: «Формирование стратегических приоритетов развития предприятий в регионе». Решением диссертационного совета Оренбургского государственного университета Александру Борисовичу Когану присвоена ученая степень кандидата экономических наук.
2003—2011 годы — депутат Государственной Думы Федерального собрания Российской Федерации IV и V созывов, заместитель председателя комитета Госдумы по бюджету и налогам, председатель подкомитета по таможенному регулированию комитета Госдумы по бюджету и налогам.
Входил в состав Правительственной комиссии по развитию жилищного строительства, был членом межведомственной рабочей группы по приоритетному национальному проекту «Доступное и комфортное жилье — гражданам России» при Совете при Президенте РФ по реализации приоритетных национальных проектов и демографической политике.
Зампред бюджетного комитета Госдумы Александр Коган.
С 2007 года будучи депутатом Государственной думы занимался преподавательской деятельностью в Малой академии государственного управления (МАГУ). Курс «государственное и муниципальное управление».
С 2008 по 2016 год член Генерального и Высшего совета партии «Единая Россия». Руководил проектом «ЕР» по развитию малоэтажного жилищного строительства «Свой дом», благодаря которому в стране были созданы условия для развития строительства малоэтажного жилья, в частности, таунхаусов. Являлся членом рабочей группы Президиума Генерального совета «Единой России» по защите прав вкладчиков и дольщиков.
Январь — май 2012 года — советник Министра экономического развития РФ.
С июня 2012 по сентябрь 2015 года министр правительства Московской области по долевому жилищному строительству, ветхому и аварийному жилью.
С сентября 2013 по апрель 2015 являлся руководителем главного управления Московской Области «Государственная жилищная инспекция МО» в ранге министра.
С апреля 2015 по сентябрь 2018 являлся министром экологии и природопользования Московской области. Министерство является координатором проектов «Наше Подмосковье», «Чистое Подмосковье», «Родники Подмосковья» в рамках которых создается интерактивная карта родников Подмосковья, происходит расчистка русла подмосковных рек, а также реализуются многие экологические проекты. Кроме этого, министерство экологии и природопользования Московской области отвечает за ситуацию со сбором и утилизацией мусора.
С сентября 2018 года советник губернатора Московской области в ранге министра.
В марте 2019 года решением Президиума Политсовета Московского областного регионального отделения Партии «Единая Россия» избран Первым заместителем секретаря.
C 19 сентября 2021 депутат Государственной Думы Федерального собрания Российской Федерации VIII созыва, заместитель председателя комитета Государственной Думы по экологии, природным ресурсам и охране окружающей среды.
С 2022 года — Член Центрального штаба ОНФ

### Законопроекты, внесённые в Госдуму
За период парламентской деятельности в Государственной думе РФ Александр Коган участвовал в инициировании и разработке более 50 законопроектов. Являлся организатором ряда мероприятий по защите обманутых дольщиков. Благодаря вмешательству Инициативной группы «По защите граждан», созданной в ГД при непосредственном участии Александра Когана, более 60 тысяч семей смоли получить квартиры.
Александр Коган является одним из авторов и инициаторов законопроекта «О взаимном страховании гражданской ответственности лиц, привлекающих денежные средства для долевого строительства многоквартирных домов (застройщиков), за неисполнение (ненадлежащее исполнение) обязательств по договору участия в долевом строительстве», который был внесен в Государственную думу 14 декабря 2011 года. Среди инициаторов внесения законопроекта были также депутат ГД Хинштейн Александр Евсеевич, депутат ГД Хинштейн Александр Евсеевич. Был инициатором создания Общества взаимного страхования, из которого впоследствии Постановлением Правительства от 7 декабря 2016 года № 1310 был образован Государственный фонда защиты прав граждан — участников долевого строительства.
Будучи руководителем проекта «Свой дом» партии «Единая Россия» Александр Коган занимался разработкой законопроектов, стимулирующих развитие малоэтажного строительства в России. Участвовал в разработке и был одним из инициаторов законопроекта «О содействии развитию жилищного строительства» и отдельные законодательные акты Российской Федерации (в части создания условий для обеспечения земельными участками жилищных кооперативов, созданных отдельными категориями граждан), который был принят Госдумой осенью 2011 года. Проект «Свой дом» был признан одним из наиболее успешных проектов России. В ходе его реализации был сформирован новый вид доступной загородной недвижимости, созданы рыночные и институциональные условия для развития малоэтажного строительства в РФ. Сегодня проекты малоэтажного строительства в Москве и Московской области являются наиболее популярным продуктом и перспективным направлением развития рынка недвижимости.
Александр Коган в составе межпарламентской группы принимал активное участие в доработке Таможенного кодекса Таможенного союза (ТКТС). Провел ряд инициатив в союзном и национальном законодательстве в части вопросов таможенного регулирования, необходимых для полноценной работы Таможенного союза. Предложенные поправки в проект федерального закона № 389032-5 «О таможенном регулировании в Российской Федерации» были приняты Государственной думой в трех чтениях. С 1 января 2011 года таможенный союз России, Белоруссии и Казахстана начал действовать в рамках Таможенного кодекса Таможенного союза (ТКТС).

## Награды и почётные звания
В 1996 году по результатам социальной работы Оренбургским Городским Советом было присвоено звание «Человек года города Оренбург».
В 1997 году Министерством народного образования России за успешную деятельность в социальной сфере Когану присвоено звание «Отличник образования России».
В 2002 году за активную благотворительную деятельность получил звание «Почетного мецената города Оренбург».
В 2006 году награждён знаком отличия «Парламент России». «За активное участие в законотворческой деятельности» объявлена благодарность Президента РФ (Указ от 18 октября 2007 г.).
«За особые заслуги и значительный личный вклад в развитие законодательства Российской Федерации и парламентаризма в Российской Федерации» объявлена благодарность председателя Государственной Думы Федерального Собрания Российской Федерации Б. В. Грызлова.
Награждён Почетной грамотой Государственной Думы Федерального Собрания Российской Федерации за существенный вклад в развитие законодательства РФ и парламентаризма в РФ Решением Совета Государственной Думы от 2 июля 2009 года.
Награждён Медалью Московской областной Думы «За Службу закону» I степени от 12 марта 2019 года.
24 августа 2021 года награждён за достигнутые трудовые успехи и многолетнюю добросовестную работу медалью ордена «За заслуги перед Отечеством» II степени.
Награждён почетным знаком Государственной Думы Федерального Собрания Российской Федерации «За заслуги в развитии парламентаризма» от 17 января 2024 года.

## Санкции
23 февраля 2022 года внесён в санкционные списки стран Евросоюза за действия и политику, которые подрывают территориальную целостность, суверенитет и независимость Украины и ещё больше дестабилизируют Украину.
24 февраля 2022 года включён в санкционный список Канады «близких соратников режима» за голосование о признании независимости «так называемых республик в Донецке и Луганске».
24 марта 2022 года, на фоне вторжения России на Украину, включён в санкционный список США за «соучастие в войне Путина» и «поддержку усилий Кремля по вторжению в Украину», Госдеп США заявил что депутаты Госдумы используют свои полномочия для преследования инакомыслящих и политических оппонентов, нарушают свободу информации, ограничивают права человека и основные свободы граждан России.
Позднее, по аналогичным основаниям, включён в санкционные списки Великобритании, Швейцарии, Австралии, Японии, Украины и Новой Зеландии.

## Семья
- Жена — Марина Ивановна Коган (родилась 14 марта 1972 года). В браке родились две дочери: Екатерина 1990 года рождения и Мария (18 августа 2000 года).
- Отец — Борис Зиновьевич Коган (родился в 1936 году, Курганская область). Умер 25 апреля 2001 года.
- Мать — Альбина Павловна Коган (родилась в 1940 году в селе Бянкино). Проживает в Оренбурге.

## Увлечения и хобби
Александр Борисович является мастером спорта по вольной борьбе. Также увлекается футболом и хоккеем.